# Manglar de África oriental
El manglar de África oriental es una ecorregión de la ecozona afrotropical, definida por WWF, que se extiende por la costa del océano Índico en Mozambique, Tanzania, Kenia y Somalia.
Está incluida en la lista de conservación prioritaria Global 200.

## Descripción
Es una ecorregión de manglar que ocupa 15.100 kilómetros cuadrados en varios enclaves a lo largo de la costa de Mozambique, Tanzania, Kenia y Somalia. Se extienden hasta 50 kilómetros hacia el interior y su dosel puede alcanzar hasta 30 metros de altura. Las áreas más extensas se encuentran en los deltas de los ríos Rufiji, en Tanzania, y Zambeze, en Mozambique.
De norte a sur, limita con la sabana arbustiva de Somalia, la selva mosaico costera de Zanzíbar, la selva mosaico costera de Inhambane y la sabana costera inundada del Zambeze.

## Estado de conservación
En peligro crítico.